# Fláajökull
Fláajökull és una glacera petita que flueix lentament d'Islàndia. Es troba al costat est del volcà Breiðabunga, a l'est de l'illa, en el Parc Nacional Vatnajökull, 40 km en carretera o 20 km sobre el mapa, al nord-oest del poble de Höfn.
Fláajökull és un desguàs glaciar de Vatnajökull, una glacera més gran. El seu nom prové de flár, que en islandès significa "pendent". Existeixen diversos noms històrics de la glacera com ara Mýrajökull, Hólmsárjökull i Hólsárjökull.